# الكافير (فلم)
الكافير هو فيلم مصري أنتج عام 1999 من بطولة طارق علام وروجينا وعزت العلايلي وعبير صبري وسامي سرحان وحسين الإمام وإسماعيل فرغلي. ويتناول الفيلم قصة عن استعانة المخابرات المصرية بالشاب المصري أكرم المشهود له بالعبقرية في مجال هندسة الطيران، وذلك لدراسة ومعرفة أسرار طائرة “الكافير” يحاول ضابط المخابرات اللواء يحيى إيهام أكرم أن يذهب إلى فرنسا لإصلاح طائرة الكونكورد، ولكن بدلاً من ذلك يجد أكرم نفسه في مطار تل أبيب يحاول أكرم إقناعهم في المطار إنه وصل عن طريق الخطأ من روما ألا أن المخابرات الإسرائيلية تعده فريسة سهلة وتقوم بتجنيده بعد تعذيبه بقسوة، وتكون مدربته مارجو التي تقع في حبه، وتنقلب مارجو على جهازها فيقررون فصلها، ومحاكمتها، فيتم تسليمه لمدربة أخرى، ويتمكن أكرم أن يفلت من رجال الموساد الإسرائيلي، ويقوم بخطف طائرة الكافير ثم يدمرها ويقفز بالباراشوت لتلتقطه المخابرات المصرية.

## بطولة
| - عزت العلايلي: اللواء يحيي - طارق علام: أكرم - روجينا: فرجينيا - عبير صبري: مارغو - حسين الإمام: ظابط إسرائيلي - سيف عبد الرحمن: لواء المخابرات | - سامي سرحان: ظابط إسرائيلي - أميرة فتحي: منى - محمد عبد الجواد: رجل مخابرات - صابر حافظ: رجل مخابرات - أمين شلبي | - إسماعيل فرغلي: شاكر - مصطفى رجب - محمد مندور - سيد مصطفى - أكمل توفيق | - حسين محمد - عادل هلال: إسرائيلي - أنعام سالوسة: جولدا مائير - محمد خيري: ظابط طيران مصري - علي عبد الخالق: سفير مصرى في فرنسا |

الأطفال: فاروق محمد التركي - آية محمد فوزي
- محمد منير: غناء